# Авијатик C.VIII
Авијатик C.VIII је немачки извиђачки авион. Авион је први пут полетео 1917. године.

## Пројектовање и развој
Ово је један од авиона Авијатика који није доживео серијску производњу. Авиону је побољшана аеродинамика и уграђен најачи мотор који је тада био расположив BMW IV снаге 300 КС. Нажалост авион није испунио очекивања па је мотор замењен Mercedes D.III снаге 160 КС. Прототип није коришћен у току рата. После рата прерађен је у путнички авион тросед.

## Технички опис
Авион је скоро идентичан претходним Авиатик моделима класе C. (C.III; C.IV)

## Наоружање
Авион је био наоружан једним митраљезом калибра 7,9 мм на турели стрелца, и авио бомби до укупне масе 60 kg. 
| Наоружање авиона: Авијатик C.VIII |                                   |
| Ватрено (стрељачко) наоружање     |                                   |
| Топ                               |                                   |
| Митраљез                          |                                   |
| Број и ознака митраљеза           | 1 х Парабелум (LMG 14 Parabellum) |
| Калибар                           | 7,9                               |
| Бомбардерско наоружање (бомбе)    |                                   |
| Укупна маса                       | 60                                |
| Ракетно наоружање (ракете)        |                                   |

## Верзије
Направљен је само један прототип коме су мењани мотори.

## Оперативно коришћење
Авион је служио само за тестирање.

## Земље које су користиле авион
- Немачко царство